# سماحي تريكي
إسماعيل سماحي تريكي (1 أغسطس 1967) هو لاعب كرة قدم مغربي سابق، شارك مع المنتخب المغربي في كأس العالم لكرة القدم 1994 وكأس العالم لكرة القدم 1998 . كما أنه زاول بعدد من الأندية الفرنسية والسويسرية مثل نادي لوزان ونادي لوريان.

## روابط خارجية
- سماحي تريكي على موقع الاتحاد الدولي (مؤرشف)  (الإنجليزية)
- سماحي تريكي على موقع قاعدة بيانات كرة القدم.إي يو (الإنجليزية)
- سماحي تريكي على موقع ناشيونال فوتبول تيمز (الإنجليزية)